# Народна бибилиотека Стојан Трумић
Народна библиотека и спомен галерија Стојан Трумић је општинска институција и једина установа културе на територији општине Тител.

## Историја
Зграда библиотеке и галерије смештена је у центру Титела, на простору од око 1000 m2. Зграда је раније била зграда Основне школе, данас је чине два објекта: први објекат је  грађен у 19.веку а  други шездесетих година 20. века. Библиотека спада у ред малих библиотека, са 17.226 наслова од чега 16.852 припадају позајмној збирци, а 374 завичајној збирци књига, која се формира.
Библиотека је настала 1945. године у јулу,а спомен-галрија 1980. године. Галерија је смештена као део билбиотеке, коју чини 616 дела која потписује Стојан Трумић.  Поред уметничких дела, у галерији се налази велики део личних предмета експресионисте, његов сликарски прибор, лична библиотека и различите дипломе и признања.

## Галерија
Галерија је настала од збирке цртежа и слика које је сликар поклонио Тителу.
При оснивању, у сликаровој збирци нашла су се 73 уља, 27 цртежа тушем, 16 темпера, 10 акварела и 7 пастела. Поклоњена су 173 цртежа рађена тушем у блоку, као и урамљени. Године 2004. је откупљено је од наследника последњих 236 слика и цртежа.